# Пјано деј Роси-Норд (Козенца)
Пјано деј Роси-Норд је насеље у Италији у округу Козенца, региону Калабрија.
Према процени из 2011. у насељу је живело 249 становника. Насеље се налази на надморској висини од 466 м.